# Новый Шуган
Новый Шуган (баш. Яңы Шыуған) — деревня в Бакалинском районе Республики Башкортостан Российской Федерации. Входит в состав Михайловского сельсовета. 

## География

### Географическое положение
Расстояние до:
- районного центра (Бакалы): 32 км,
- центра сельсовета (Михайловка): 10 км,
- ближайшей ж/д станции (Туймазы): 107 км.

## История
Название происходит от  от яңы ‘новый’ и назв. горы Шуған 

С 2005 современный статус.

Статус деревня, сельского населённого пункта, посёлок получил согласно Закону Республики Башкортостан от 20 июля 2005 года N 211-з «О внесении изменений в административно-территориальное устройство Республики Башкортостан в связи с образованием, объединением, упразднением и изменением статуса населенных пунктов, переносом административных центров», ст.1:

6. Изменить статус следующих населенных пунктов, установив тип поселения - деревня:
7) в Бакалинском районе:…
 

у) поселка Новый Шуган Михайловского сельсовета

## Население
| 2002 | 2009 | 2010 |
| ---- | ---- | ---- |
| 152  | ↘146 | ↘124 |

Национальный состав
Согласно переписи 2002 года, преобладающие национальности — татары (49 %), русские (41 %).